# César Zabala
César Zabala (lub Zavala) (ur. 3 czerwca 1961, zm. 31 stycznia 2020) – piłkarz paragwajski, obrońca (libero, forstoper). Wzrost 181 cm, waga 77 kg.
Jako piłkarz klubu Cerro Porteño wziął udział w eliminacjach do finałów mistrzostw świata w 1986 roku. Zabala zagrał we wszystkich ośmiu meczach - po dwa mecze z Boliwią, Brazylią, Kolumbią i Chile. Następnie wziął udział w finałach mistrzostw świata, gdzie Paragwaj dotarł do 1/8 finału. Zabala zagrał we wszystkich czterech meczach - z Irakiem, Meksykiem, Belgią i Anglią.
Rok później wziął udział w turnieju Copa América 1987, gdzie Paragwaj odpadł już w fazie grupowej. Zabala zagrał w obu meczach - z Boliwią i Kolumbią.
Nadal jako gracz klubu Cerro Porteño wziął udział w turnieju Copa América 1989, gdzie Paragwaj zajął czwarte miejsce. Zabala zagrał w sześciu meczach - w trzech grupowych z Peru, Kolumbią i Wenezuelą (w 85 minucie zmienił go Luis Caballero) i we wszystkich trzech meczach finałowych z Urugwajem, Brazylią i Argentyną.
Wziął udział w nieudanych eliminacjach do finałów mistrzostw świata w 1990 roku. Zabala zagrał we wszystkich czterech meczach - dwóch z Ekwadorem i dwóch z Kolumbią.
Wciąż grając w klubie Cerro Porteño wziął udział w turnieju Copa América 1991, gdzie Paragwaj odpadł w fazie grupowej. Zabala zagrał tylko w jednym meczu - z Chile.
Grał także w argentyńskim klubie Talleres Córdoba, w którym rozegrał 30 meczów i zdobył 1 bramkę. Był niezwykle skutecznym obrońcą, o bardzo dużym temperamencie, który jednak nie przeszkadzał mu grać czysto.